# Masskjutningen i Las Vegas 2017
Masskjutningen i Las Vegas 2017 skedde strax efter 22:00 lokal tid den 1 oktober 2017. Gärningsmannen, 64-årige Stephen C. Paddock, befann sig på 32:a våningen i kasinohotellet Mandalay Bay i Las Vegas, då han öppnade eld med handeldvapen mot folkmassan nedanför där en musikfestival pågick. 58 personer dog och över 500 skadades i dådet som är det värsta skottdramat i USA i modern tid.

## Händelseförloppet
Den 1 oktober 2017 framförde sångaren Jason Aldean avslutningsframträdandet på den tre dagar långa Route 91 Harvest festivalen som besöktes av cirka 22 000 personer. Under Aldeans uppträdande klockan 22:05 började Paddock att avlossa hundratals skott in i publikmassan från sitt hotellrum på 32:a våningen på Mandalay Bay Hotel. Han sköt genom två fönsterrutor som han hade slagit sönder med en hammare. Innan Paddock började skjuta ifrån fönstret hade han monterat flera övervakningskameror för att hålla koll på vad som hände i korridoren utanför hans rum. Ljudet ifrån borrandet vid denna montering hade lockat dit en hotellvakt, som Paddock sköt i benet kl 21:59. Paddock påträffades död på sitt hotellrum när polisens insatsstyrka stormade rummet.

## Motiv
Motivet till dådet är hittills okänt och Paddock saknar kriminell bakgrund. Islamiska staten tog tidigt på sig dådet, men polisen ansåg det som osannolikt och antog att det var ett falskt erkännande.
Den 3 augusti 2018 höll Joe Lombardo, Las Vegas-sheriff, en presskonferens om utgivandet av den rapport som sammanfattade den tiomånadersutredning som genomförts. Han berättade att utredningen inte hade avslöjat några bevis för konspiration eller någon medhjälpare. Lombardo sa också att "Det vi har kunnat svara på är frågorna om vem, vad, när, var och hur. Vad vi inte har kunnat definitivt besvara är varför Stephen Paddock begick denna handling."

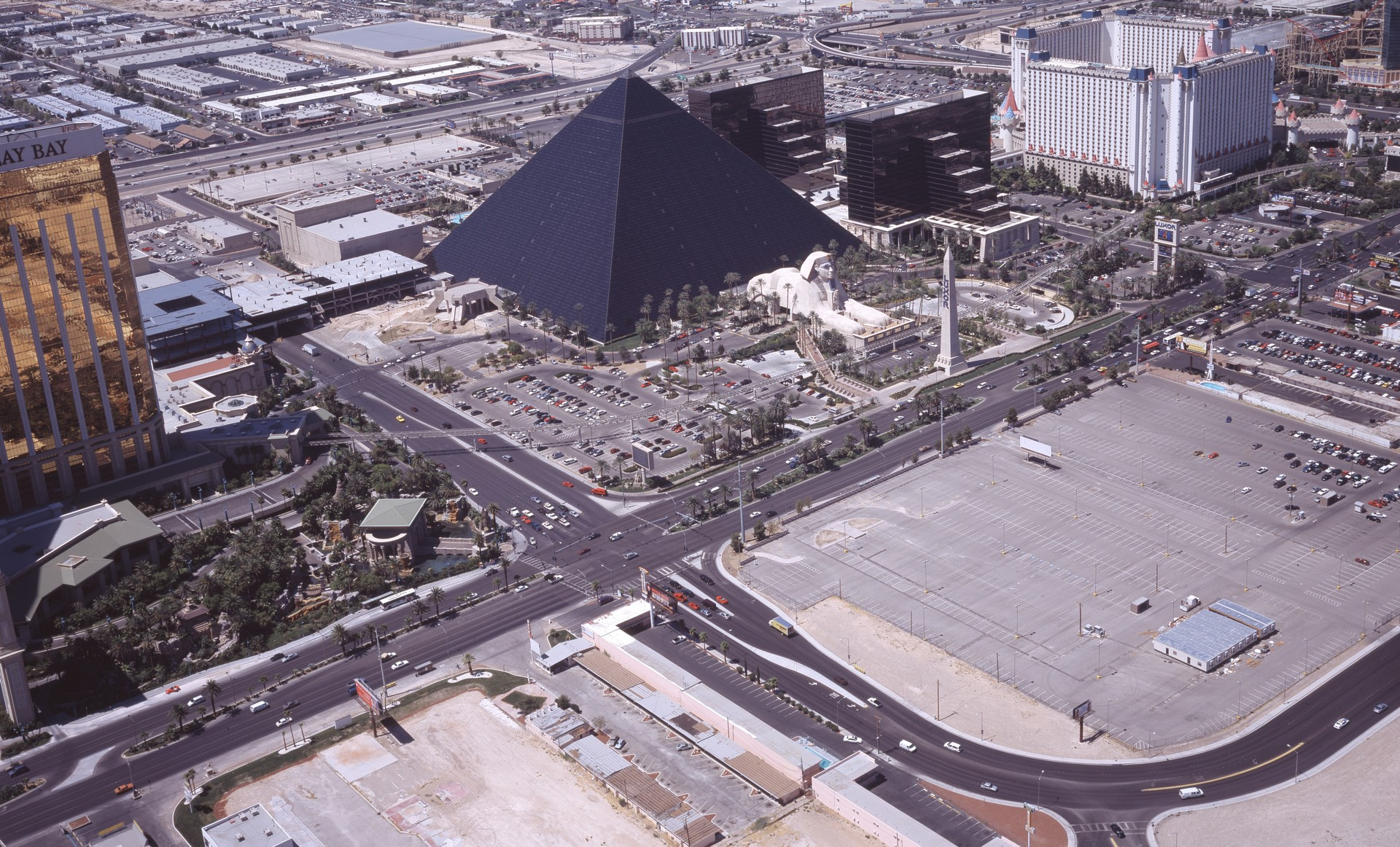
Brottsplatsen i Las Vegas Village till höger i bild, där hotellet Mandalay Bay (guldfärgat) ses till vänster i bild.

## Gärningsmannen
Paddock bodde i ett område för äldre i Mesquite, Nevada, dit han flyttade från Florida år 2016. Han arbetade tidigare som revisor och ägde fastigheter som han hade inkomster ifrån. Han hade ett stort intresse för spel och dobbel och gjorde regelbundet resor till Las Vegas. Hans far, Benjamin Hoskins Paddock, var en av polisen känd bankrånare men Stephen saknade kriminell bakgrund.

## Användning av studskolv (bump stock) i attentatet
Under massakern använde gärningsmannen ett lagligt köpt halvautomatiskt vapen som han försett med en lagligt köpt studskolv (engelska: bump stock). Funktionen av studskolvar är att göra halvautomatiska vapen till automatvapen genom att använda vapnets rekyl i kombination med användarens finger för att avlossa flera skott i snabb följd utan att behöva trycka in avtryckaren manuellt mer än en gång. Detta gjorde att gärningsmannen kunde utföra massakern med samma verkan som ett olagligt automatvapen.
Som följd av detta startade flera rörelser i USA för att förbjuda studskolvar. Detta följdes snabbt upp av formella lagförslag på regeringsnivå och den 18 december 2018 tillkännagav USA:s justitiedepartement att studskolvar följande nya föreskrifter kommer att klassas som automatvapen och därmed vara olagliga för civila utan licens. Denna lag trädde i kraft den 26 mars 2019.